# Iso-Kalmo (ö i Nordöstra Savolax)
Iso-Kalmo är en ö i Finland. Den ligger i sjön Juojärvi och i kommunen Tuusniemi i den ekonomiska regionen  Nordöstra Savolax ekonomiska region  och landskapet Norra Savolax, i den centrala delen av landet, 300 km nordost om huvudstaden Helsingfors. Öns area är 0,7 hektar och dess största längd är 120 meter i sydöst-nordvästlig riktning.